# Kleine Bibliothek (Dietz)
Die Kleine Bibliothek ist eine deutschsprachige Buchreihe, die seit 1908 im Verlag von Dietz (dem »Cotta der Sozialdemokratie«) in Stuttgart erschien und die in Ergänzung zur „Internationale Bibliothek“ des Verlages Johann Heinrich Wilhelm Dietz mit Werken der sozialistischen und sozialdemokratischen Theorie und Arbeiterbewegung den Ruhm dieses Verlagshauses begründete. Im Jahr 1915 erschien mit dem 32. Band der letzte Band der Reihe.

## Bände
Die folgende Übersicht erhebt keinen Anspruch auf Aktualität oder Vollständigkeit:
- 1. Adolf Braun: Die Tarifverträge und die deutschen Gewerkschaften. 1908
- 2. A. Tscherewanin[2]: Das Proletariat und die russische Revolution. Mit e. Vortr. von H. Roland-Holst u. e. Anh. v. Übers. S. Lewitin. 1908
- 3. Karl Kautsky: Die Klassengegensätze im Zeitalter der Französischen Revolution. 1908
- 4. Hermann Gorter: Der historische Materialismus / Für Arbeiter erklärt von Hermann Gorter. Aus d. Holländ. übers. von Anna Pannehoek. Mit e. Vorw. von Karl Kautsky. (Het historisch materialisme; dt.)  Stuttgart: Dietz 1910
- 5. Käte Duncker: Die Kinderarbeit und ihre Bekämpfung. 1910
- 6. Hermann Duncker: Volkswirtschaftliche Grundbegriffe mit bes. Berücks. der ökonom. Grundlehren von Karl Marx: Als Leitf. f. Unterrichtskurse. 1910
- 7. G. Plechanow: Die Grundprobleme des Marxismus. Aut. Übers. von M. Nachimson. 1910 (Osnovnye Voprcsy marksizma; dt.), 112 S.
- 8. Friedrich Engels: Ludwig Feuerbach und der Ausgang der klassischen deutschen Philosophie. Mit Anhang: Karl Marx über Feuerbach. 1910
- 9. Felix Linke: Ist die Welt bewohnt? E. Darst. der Frage nach d. Bewöhnbarkeit anderer Weltkörper auf Grund uns. jetzigen Wissen, v. d. Natur derselben u. vom Leben. 1910. 110 S.
- 10. Adolf Reitz: Die Bakterien: E. Einf. in das Reich der Mikroorganismen. 1911. 95 S.
- 11. Richard Woldt: Der industrielle Großbetrieb. 1911. 112 S.
- 12. Karl Kautsky: Parlamentarismus und Demokratie. 1911. 140 S.
- 13 Ludwig Frank: Die bürgerlichen Parteien des Deutschen Reichstags: histor. Skizzen. Mit e. Anhang: Die Programme der bürgerlichen Parteien Deutschlands. 1911, 111 S.
- 14. Felix Linke: Kann die Erde untergehen?: Betrachtungen über die kosmische Stabilität unseres Erdenlebens. 1911. 134 S.
- 15. R. Bommeli: Die Geschichte der Erde. Teil: [T.] 1., Wie Berg u. Tal entstehen. 1911. 127 S. und eine Faltkarte.
- 16. Julius Deutsch: Aus alten Tagen: Soziale Bilder aus der deutschen Vergangenheit 1911, 95 S.,
- 17. Richard Woldt: Das grossindustrielle Beamtentum: E. gewerkschaftl. Studie. 1911. 117 S.
- 18. Hannah Lewin-Dorsch: Die Technik in der Urzeit und auf primitiven Kulturstufen. 1912. 111 S.
- 19. Adolf Reitz: Chemie im Alltag. Stuttgart: Dietz, 1912
- 20. A. Lipschütz: Die Arbeit der Muskeln. 1912. 93 S.
- 21. R. Bommeli: Die Geschichte der Erde. Teil: [T]. 2., Die Weltalter. 1912. 103 S.
- 22. Heinrich Cunow: Die Technik der Urzeit. 1912. 92 S.
- 23. Rühle: Grundfragen der Erziehung. 1912, 96 S.
- 24. Hannah Lewin-Dorsch, Heinrich Cunow: Die Technik der Urzeit. III. Teil. Entstehung der Waffen - Körperschmuk. Die Technik der Bekleidung. 1912. 103 S.
- 25. Franz Mehring: 1807 bis 1812. Von Tilsit nach Tauroggen. 1912. 106 S.
- 26. Franz Mehring: 1813 bis 1819. Von Kalisch nach Karlsbad. Stuttgart: Dietz, 1913
- 27. R. Bommeli: Die Geschichte der Erde / [T.] 3. Riesen und Drachen der Vorzeit. 1913. 100 S.
- 28. Gustav Walter: Die Wetterkunde Eine Anleitung zum Erkennen d. Wettervorgänge f. d. Freund der Natur. 1913.
- 29 Georg Steklow: Tschernyschewsky, Ein Lebensbild. Stuttgart: Dietz, 1913
- 30. Georg Steklow: Michael Bakunin, Ein Lebensbild. Stuttgart: Dietz, 1913
- 31. Karl Marx: Der achtzehnte Brumaire des Louis Bonaparte. Stuttgart: Dietz, 1914
- 32. Friedrich  Engels: Po und Rhein. Savoyen, Nizza und der Rhein: Zwei Abhandlungen. Hrsg. von Eduard Bernstein. Stuttgart: Dietz, 1915